# اندلات
اندلات (به فرانسوی: Andelat) یک کمون در فرانسه است که در Canton of Saint-Flour-Nord واقع شده‌است.

## خصوصیات
اندلات ۲۱٫۰۵ کیلومترمربع مساحت و ۴۳۶ نفر جمعیت دارد و ۸۳۰ متر بالاتر از سطح دریا واقع شده‌است.